# Prince of Wales Island, Alaska

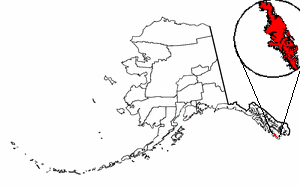
Lokaliseringskarta

Prince of Wales Island är den största ön i Alexanderarkipelagen i Alaska, den fjärde största ön i USA, och den 97:e största ön i världen. Ön har en yta på 6 675 km² och en befolkning på 6 300 invånare. De viktigaste orterna är Craig, Klawock och Hydaburg.